# Depok (Bawang)
Depok is een bestuurslaag in het regentschap Banjarnegara van de provincie Midden-Java, Indonesië. Depok telt 854 inwoners (volkstelling 2010).